# Лозова
Лозова е град в Харковска област, Украйна.
Населението му е 64 627 жители (2001). Намира се в часова зона UTC+2.